# 閉門
閉門是江户时代的刑罚之一，是对武士和僧侣施加的。惩罚力度相较逼塞更加严重，在惩罚中，受刑者的大门和窗户无论昼夜都将被封闭，且不允许任何人进出房屋。但是在惩罚严重性上它比蛰居轻。